# Jérôme Dupuis
Pour les articles homonymes, voir Dupuis.
 (juin 2024).
Si vous disposez d'ouvrages ou d'articles de référence ou si vous connaissez des sites web de qualité traitant du thème abordé ici, merci de compléter l'article en donnant les références utiles à sa vérifiabilité et en les liant à la section « Notes et références ».
Jérôme Dupuis, né le 16 décembre 1964 à Lille, est journaliste à L'Express.

## Parcours
Fils d'un professeur de médecine, Jérôme Dupuis suit ses études secondaires au lycée Faidherbe à Lille. Ancien élève de l'École normale supérieure de Fontenay-aux-Roses, il commence sa carrière dans la presse au service « Société » du Point. Il passe ensuite à L'Express, où il est grand reporter. Il a notamment aidé  Jean-Marie Pontaut à écrire plusieurs de ses livres. Il est depuis plusieurs années critique littéraire de l'hebdomadaire. 

## Enquêtes notables

### Enquête sur un plagiat
Il a notamment révélé, en janvier 2011,  et surtout démontré, citations à l'appui, le plagiat commis par Patrick Poivre d'Arvor dans son livre sur Hemingway, Hemingway, la vie jusqu'à l'excès, où il a démarqué une centaine de pages inspirées d'une biographie d'Hemingway par Peter Griffin, publiée en France chez Gallimard en 1989. L'ouvrage de Patrick Poivre d'Arvor avait été envoyé — pratique courante — avant sa mise en vente aux journalistes spécialisés et dédicacé de la main même de l'auteur. Il devait sortir des magasins de la maison d'édition Arthaud (groupe Flammarion) le 19 janvier. Une nouvelle édition a été  expurgée des traces du plagiat et allégée pour tout ce qui concerne la jeunesse de Hemingway, dont la principale source était précisément le livre de Griffin. La nouvelle version compte 384 pages au lieu de 414.  Elle est sortie le 26 janvier 2011.

### Investigation à propos de Charles Hernu
En 1996, avec Jean-Marie Pontaut, Jérôme Dupuis affirme dans L'Express que Charles Hernu, ministre de la Défense de François Mitterrand de 1981 à 1985, avait été un agent du bloc soviétique de 1953 à 1963.
Les fils de Charles Hernu portent alors plainte pour diffamation, réclament 30 millions de francs de dommages-intérêts à L'Express et demandent la non parution du livre. Accusant L'Express d'avoir tenté de tromper la chambre civile en versant au dossier des documents dont ils contestent l'authenticité, ils portent plainte également pour tentative d'escroquerie au jugement, faux et usage de faux. Leur plainte pour diffamation est déclarée recevable par un arrêt du 26 mars 1997 rendu par la 1re chambre civile du tribunal de grande instance de Paris. Le tribunal décide cependant de surseoir à statuer, dans l'attente de la décision qui sera rendue, en matière pénale, par la 17e chambre correctionnelle du tribunal de Paris sur la plainte pour tentative d'escroquerie au jugement, faux et usage de faux.
En définitive, poursuivis pour recel de violation du secret professionnel, Jean-Marie Pontaut et Jérôme Dupuis, comparaissent en octobre 2002 devant la 17e chambre correctionnelle. Jacques Fournet, ancien directeur de la DST comparaît à leurs côtés pour avoir confirmé en 1996 que la DST détenait depuis 1992 un dossier « Hernu » classé « secret défense » (il avait apporté ce dossier au président Mitterrand). La famille de Charles Hernu s'est constituée partie civile. Le 3 décembre, le tribunal relaxe les deux journalistes et condamne Jacques Fournet à 2 500 euros d'amende.
L'un des fils, Patrice Hernu a publié en 1997 un ouvrage (Affaire Hernu. Histoire d'une calomnie), qui cherche à démonter les affirmations reprises par les deux journalistes dans leur livre Enquête sur l'agent Hernu publié lui aussi en 1997 : ceux-ci réaffirment leur accusation sur la foi de documents remis en 1992 à la DST par Mihaïl Caraman, chef des services secrets roumains en poste en France pendant onze ans jusqu'en 1969. 
Selon Roger Faligot et Pascal Krop, auteurs d'un livre sur la DST, Hernu a été victime d'une « sombre machination ». Ils soulignent que les informations données par le jeune Hernu étaient bien anodines (des fiches sur les hommes politiques français ou sur le PSU) : selon Raïko Nikolov, « Charles Hernu n'était qu'une de mes nombreuses connaissances à Paris. Mes contacts avec lui étaient normaux et ne dépassaient pas le cadre des obligations convenues et officielles d'un diplomate. [...] Ce que j'ai pu entendre de sa part ne peut absolument pas être qualifié "d'information d'agent" ». Pour sa part, Ion Pacepa, ancien chef des services secrets roumains passé à l'Ouest en 1978, ignore tout de Charles Hernu, qui est également absent des Archives Mitrokhine.

## Publications
- Les Oreilles du Président, suivi de la liste des 2 000 personnes « écoutées » par François Mitterrand[8], avec Jean-Marie Pontaut, Fayard, 1996
- Enquête sur l'agent Hernu, avec Jean-Marie Pontaut, Fayard, 1997
- Enquête sur la mort de Diana, avec Jean-Marie Pontaut, Stock, 1998